# Горгона (острів)
Горгона (італ. Isola di Gorgona) — острів в Середземному морі, входить до складу Тосканського архіпелагу і є найменшим серед його островів. Адміністративно острів Горгона є комуною Ліворно у складі провінції Ліворно регіону Тоскана.

## Історія
Цей острів був добре відомий древнім мореплавцям до римських часів, які використовували його як зупинку на шляху для поповнення запасів води. Спочатку там проживали етруски. Вони ж і дали назву острову, спочатку Urgon, а потім Gorgona. В середні віки Бенедиктинці і Цистерціанці побудували тут монастир. В 1283 році острів переходить під владу Пізи. Потрапляє під вплив Медичі в 1406 році. В 1869 році острів перетворюється в експериментальну сільськогосподарську каторжну колонію, яка діє і нині.

## Географія
Горгона знаходиться на відстані близько 19 морських миль (близько 35 км) від Ліворно. На поромі до нього можна дістатися приблизно за 1,5 години; однак без дозволу від італійського Міністерства юстиції відвідувати острів заборонено. Фототехніка під забороною. Приватні човни можуть підійти до острова не ближче, ніж 500 м, за винятком надзвичайних ситуацій. Капрайя знаходиться на відстані 35 км, Корсика - 60 км.
Єдине місце, придатне для причалу - рибальське село "Кала Делло Скала" (італ. Cala dello Scalo), знаходиться на північно-східній частині острова, в оточенні скель. В селі мешкають працівники виправної колонії та, насамперед в літній період,  сім'ї спадкоємців старих поселенців.
На скелі, з видом на затоку, знаходиться історична пам'ятка "Торре Nuova" (нова вежа, побудована в 17-му столітті.
Від села ґрунтова дорога веде до прохожу між двома висотами: Пунта-Горгона (254 м.) на півдні і Пунта Ціррі (213 м.) на півночі. На скелях в західній частині острова знаходиться "Torre Vecchia" (Стара вежа), побудована Пізанською республікою в 12 столітті.

## Природа
Острів є природним заповідником.